# Nesticella aelleni
Espèce
Synonymes
- Nesticus aelleni Brignoli, 1972

Nesticella aelleni est une espèce d'araignées aranéomorphes de la famille des Nesticidae.

## Distribution
Cette espèce est endémique du Sri Lanka. Elle se rencontre à Kuruwita dans la grotte de Stripura.

## Description
Le mâle holotype mesure 2,24 mm et la femelle paratype 2,54 mm.

## Étymologie
Cette espèce est nommée en l'honneur de Villy Aellen.

## Publication originale
- Brignoli, 1972 : Ragni di Ceylon I. Missione biospeleologica Aellen-Strinati (1970) (Arachnida, Araneae). Revue Suisse de Zoologie, vol. 79, p. 907-929 (texte intégral).